# Ulrich Ott (General)
Ulrich Werner Ott (* 22. August 1963 in Koblenz) ist ein Brigadegeneral des Heeres der Bundeswehr und seit März 2023 stellvertretender Kommandeur der Division Schnelle Kräfte und Kommandeur Divisionstruppen.

## Militärische Laufbahn

### Ausbildung und erste Verwendungen
Ott trat 1983 in der Heeresfliegerwaffenschule in Bückeburg in die Bundeswehr ein. Hier erfolgte bis 1984 die Allgemeine Grundausbildung, ein Einsatz als Gruppenführer, der Offizieranwärterlehrgang sowie ein Screening als Luftfahrzeugführer auf der Alouette II. Von 1984 bis 1987 absolvierte Ott ein Studium der Pädagogik an der Universität der Bundeswehr in München, welches er als Diplompädagoge abschloss. 1988 wurde Ott als Hörsaaloffizier in der I. Inspektion der Heeresfliegerwaffenschule eingesetzt, und besuchte den Offizierlehrgang A an der Offizierschule des Heeres (I) in Hannover. Von 1988 bis 1989 absolvierte er die Vorfliegerische Ausbildung an der IV. Inspektion der Heeresfliegerwaffenschule, anschließend erfolgte die Hubschrauberführergrundausbildung auf der Alouette II. Es folgte 1989 der B1-Lehrgang an der I. Inspektion der Heeresfliegerwaffenschule anschließend die Musterausbildung auf der BO 105 (Version: Panzerabwehrhubschrauber PAH). Es folgte eine Versetzung nach Fritzlar zum Heeresfliegerregiment 36, wo er von 1990 bis 1991 als Luftfahrzeugführer in der 1./Fliegende Abteilung 361, 1991 als S1-Offizier und Stabszugführer in derselben Einheit, sowie von 1992 bis 1994 als S3-Offizier des Regiments eingesetzt war. Nach Besuch des Einheitsführerlehrgangs B2 an der Heeresfliegerwaffenschule schloss sich von 1994 bis 1996 noch eine Verwendung als Staffelkapitän der  Stabs-/Flugbetriebsstaffel der Fliegenden Abteilung 361 an. In dieser Zeit besuchte Ott auch den Stabsoffiziergrundlehrgang an der Führungsakademie der Bundeswehr in Hamburg. Von 1996 bis 1998 absolvierte er den Generalstabsdienstlehrgang LGAN 96 (Heer) an der Führungsakademie der Bundeswehr sowie eine Sprachausbildung Französisch am Bundessprachenamt in Hürth.

### Dienst als Stabsoffizier
Die erste Verwendung als Stabsoffizier führte Ott nach Strasbourg, Frankreich, wo er von 1998 bis 2001 als Stabsoffizier G3 Op 1 (Operationsführung) im Stab des Eurokorps eingesetzt wurde. Von 2001 bis 2003 führte Ott als Kommandeur die Fliegende Abteilung 361 in Fritzlar. Es folgte eine ministerielle Verwendung als Referent Fü H III 1 (Grundsatzangelegenheiten Truppenführung und Übungen Heer; Multinationale Zusammenarbeit Heer) im Führungsstab des Heeres in Bonn. Von 2003 bis 2006 leitete er das Referat Grundlagen Ausbildung und Übungen in der Abteilung G3 im Heeresführungskommando in Koblenz. Von 2009 bis 2010 folgte eine Verwendung in Bonn als Stabsoffizier beim Chefs des Stabes des Führungsstabs der Streitkräfte (Fü S), Konteradmiral Manfred Nielson. Es schloss sich 2010 bis 2013 eine neuerliche Truppenverwendung, diesmal als Kommandeur Kampfhubschrauberregiment 36 in Fritzlar an. Von 2013 bis 2015 war Ott der Abteilungsleiter Abteilung Flugbetrieb in der Division Schnelle Kräfte, und von 2015 bis 2018 der Gruppenleiter Grundsatz/Grundlagen Flugbetrieb Heer in der Abteilung Flugbetrieb Heer, beides in Stadtallendorf.

### Dienst als General
Seit 1. April 2018 war Ott Kommandeur des Internationalen Hubschrauberausbildungszentrum und General der Heeresfliegertruppe in Bückeburg. Auf diesem Dienstposten erhielt er auch im September 2018 die Beförderung zum Brigadegeneral. Am 25. März 2021 wurde Brigadegeneral Ott als erster Kommandeur des Kommando Hubschrauber durch den Inspekteur des Heeres mit der Führung dieses neuen Kommandos beauftragt. Im März 2023 wurde er auf den Dienstposten des stellvertretenden Kommandeurs der Division Schnelle Kräfte und Kommandeurs Divisionstruppen versetzt.

### Auslandseinsätze
- 06/1999 bis 12/1999 SFOR Chief Production Basic CJ 2 im HQ SFOR, Sarajevo, Bosnien-Herzegowina
- 03/2000 bis 10/2000 KFOR phasenweiser Einsatz  im HQ KFOR, Pristina, Kosovo
- 10/2012 bis 04/2013 ISAF Regional Command North,  Kommodore Einsatzgeschwader Mazar-e Sharif, Mazar-e-Sharif, Afghanistan[5]

### Auszeichnungen
- 1996 Ehrenkreuz der Bundeswehr in Silber
- 1999 Einsatzmedaille der Bundeswehr SFOR
- 1999 NATO-Medaille SFOR
- 2001 Cruz del Mérito con Distintivo Blanco (Spanien)
- 2006 Médaille de la Defense Argent “Armée de Terre”  (Frankreich)
- 2008 Ehrenkreuz der Bundeswehr in Gold
- 2013 Einsatzmedaille der Bundeswehr ISAF
- 2013 NATO-Medaille ISAF

## Privates
Ott ist verheiratet und hat ein Kind.